# ماریانو بولیاسینو
ماریانو بولیاسینو (انگلیسی: Mariano Bogliacino؛ زادهٔ ۲ ژوئن ۱۹۸۰) بازیکن فوتبال اهل اروگوئه است که در حال حاضر برای دپورتیوو مالدونادو بازی می‌کند. او اصلیت ایتالیایی دارد.